# 表壳岩
表壳岩（英語：Supracrustal rock）是在已有的地壳基岩上堆积而成的岩石。它们可由沉积岩和火成岩经历进一步变质作用。
Isua绿石带包含了最古老的表壳岩，年龄在37至38亿年。